# Ylva Roos
Ylva Marianne Roos född 27 april 1964 i Enskede, är en tidigare svensk landslagsspelare i handboll.

## Klubbkarriär
Ylva Roos spelade hela sin elitkarriär fört Stockholmspolisen IF och med klubben vann hon flera SM-guld. Sitt första SM guld vann hon 1982. Hon avslutade sin spelarkarriär efter säsongen 1987/1988.

## Landslagskarriär
Roos spelade aldrig i ungdomslandslagen. Ylva Roos spelade enligt den gamla statistiken 33 landskamper under åren 1983-1987, men enligt den nya är bara 32 noterade. Enligt den nya statistiken stod hon för 35 mål i landslaget. Hon debuterade den 9 februari 1983 mot Jugoslavien i en turnering i Tjeckien.  Sverige förlorade hennes debut med 13-21. Sverige vann bara 11 av hennes 32 landskamper och förlorade 18 med tre oavgjorda. Sverige hörde inte till världseliten och hon spelade ingen mästerskapsturnering. Sista landskampen spelade hon mot Västtyskland och matchen slutade oavgjord.